# Celulă vegetală

Stuctura unei celule vegetale

Celula vegetală este un tip de celulă eucariotă ce reprezintă unitatea structurală și funcțională a organismelor încadrate în Regnul Plantae. Spre deosebire de cele animale, celulele vegetale prezintă un perete celular primar, format din celuloză, hemiceluloză și pectină, plastide necesare realizării procesului de fotosinteză și vacuolele de dimensiuni mari. De asemenea, nu prezintă flagel sau centriol (cu excepția gameților).

## Membrană
- protejează conținutul celulei
- este permeabilă pentru apă și gaze
- este rezistentă

## Citoplasmă
- se reprezintă ca o masă vâscoasă
- conține apă, proteine, lipide, glucide, vitamine

În citoplasmă se găsesc:
- vacuole, vezicule pline cu lichid numit suc vacuolar;
- cloroplaste care conțin pigmentul asimilator clorofilă;
- mitocondrii.

## Nucleul
- corpuscul de regulă sferic cu rol în coordonarea funcțiilor întregii celule și în diviziune. Se află în celulele vegetale și cele animale dar și în țesuturi.[necesită citare]